# Nottingham Open 2000 - Qualificazioni doppio
Le qualificazioni del doppio  del Nottingham Open 2000 sono state un torneo di tennis preliminare per accedere alla fase finale della manifestazione. I vincitori dell'ultimo turno sono entrati di diritto nel tabellone principale. In caso di ritiro di uno o più giocatori aventi diritto a questi sono subentrati i lucky loser, ossia i giocatori che hanno perso nell'ultimo turno ma che avevano una classifica più alta rispetto agli altri partecipanti che avevano comunque perso nel turno finale.
Le qualificazioni del doppio del torneo Nottingham Open 2000 prevedevano 4 coppie partecipanti di cui una è entrata nel tabellone principale.

## Teste di serie
1. Alberto Martín /  Eyal Ran (ultimo turno)

1. Arnaud Clément /  Sébastien Grosjean (Qualificati)

## Qualificati
1. Arnaud Clément  /   Sébastien Grosjean

## Tabellone

### Legenda
| - Q = Qualificato - WC = Wild card - LL = Lucky loser | - ALT = Alternate - SE = Special Exempt - PR = Protected Ranking | - w/o = Walkover - r = Ritirato - d = Squalificato |

|  | Primo turno | Primo turno                       | Primo turno                   | Primo turno | Primo turno |  |  | Ultimo turno | Ultimo turno                      | Ultimo turno                      | Ultimo turno | Ultimo turno |  |
|  |             |                                   |                               |             |             |  |  |              |                                   |                                   |              |              |  |
|  | 1           | Alberto Martín Eyal Ran           | Alberto Martín Eyal Ran       | 6           | 6           |  |  |              |                                   |                                   |              |              |  |
|  |             | George Bastl Rainer Schüttler     | George Bastl Rainer Schüttler | 1           | 4           |  |  | 1            | Alberto Martín Eyal Ran           | Alberto Martín Eyal Ran           | 2            | 0            |  |
|  | 2           | Arnaud Clément Sébastien Grosjean | 6                             | 2           | 7           |  |  | 2            | Arnaud Clément Sébastien Grosjean | Arnaud Clément Sébastien Grosjean | 6            | 6            |  |
|  |             | Andrew Ilie Miles Maclagan        | 3                             | 6           | 5           |  |  |              |                                   |                                   |              |              |  |